# مرزداران (دهلران)
مرزداران، روستایی در دهستان نهرعنبر بخش موسیان شهرستان دهلران در استان ایلام ایران است.

## جمعیت
بر پایه سرشماری عمومی نفوس و مسکن در سال ۱۳۹۵، جمعیت این روستا برابر با ۶ نفر (۵ خانوار) بوده‌است.